# Cercanías Murcia/Alicante
El actual servicio ferroviario de Cercanías de Murcia/Alicante, que explota Renfe Operadora sobre la infraestructura de Adif, posee una red que se extiende por las provincias de Murcia y Alicante (aunque alcanza una población limítrofe de la provincia de Almería en una de las líneas). Este núcleo recorre 220 km de vías férreas con un total de 41 estaciones en servicio. Desde el 1 de octubre de 2021, el tramo comprendido entre Murcia y Águilas dejó de prestar servicio por trabajos de mejora, haciéndose tal recorrido por carretera, con autobuses fletados por Renfe. Al terminar, será la primera línea de cercanías de la península en vías de ancho estándar y, en parte del trazado, por alta velocidad.

## Infraestructura
Esta red usa las siguientes líneas ferroviarias de la red de ADIF:
| Numeración Adif | Línea                                             | Tramo perteneciente a la red de Cercanías | Líneas que prestan servicio |
| --------------- | ------------------------------------------------- | ----------------------------------------- | --------------------------- |
| 03-300          | Madrid-Chamartin Clara Campoamor - Valencia Norte | Alicante-Terminal - San Vicente Centro    |                             |
| 03-320          | Chinchilla - Cartagena                            | Murcia del Carmen - Beniel                |                             |
| 03-322          | Murcia - Águilas                                  | Murcia del Carmen - Águilas               |                             |
| 03-336          | Murcia - Alicante                                 | Beniel - Alicante-Terminal                |                             |
| 03-360          | Cartagena - Los Nietos                            | Cartagena AM - Los Nietos                 |                             |

## Operación

### Material rodante
Al no estar la red electrificada, excepto la línea C-3 en la que la circulación se realiza por la línea Madrid-Alicante (vía única electrificada), el material móvil empleado son trenes de la serie 592 de Renfe, y 529 en el caso de la C-4. En 2009 se acometió la electrificación de la línea C-3 al completo y así permitir aumentar las frecuencias de los trenes e introducir otros eléctricos más modernos y accesibles (Serie 447 de Renfe) según anunció Mario Flores, conseller de infraestructuras y transporte de la Generalidad Valenciana en diciembre de 2007.

### Circulaciones coincidentes
- La línea C-1 comparte vía con trenes de media distancia y trenes Intercity.[1]
- La línea C-2 comparte vía entre Lorca-Sutullena y Murcia del Carmen con trenes Intercity.[2]
- La línea C-3 comparte vías con trenes de media distancia, Euromed, Alvia e Intercity.[3]

### Tarifas
Se tarifica por zonas recorridas de 1 a 7, con precios progresivamente mayores, y son cuatro los títulos de transporte existentes a partir del 7 de marzo de 2011:
- Billete sencillo:[5] el viaje ha de realizarse durante las dos horas siguientes a su expendición.
- Billete de ida y vuelta:[6] la ida ha de realizarse dentro de las dos horas siguientes a la de su expedición y la vuelta puede realizarse hasta la finalización del servicio del día de adquisición.
- Abono mensual:[7] permite hacer dos viajes diarios durante 30 días.
- Tarjeta Studio:[8] está diseñada para estudiantes matriculados en Universidades y Centros Oficiales de enseñanza. Permite la adquisición del Cupón trimestral (válido para trimestres naturales) con el que se puede viajar sin límite de desplazamientos para el número de zonas solicitadas.

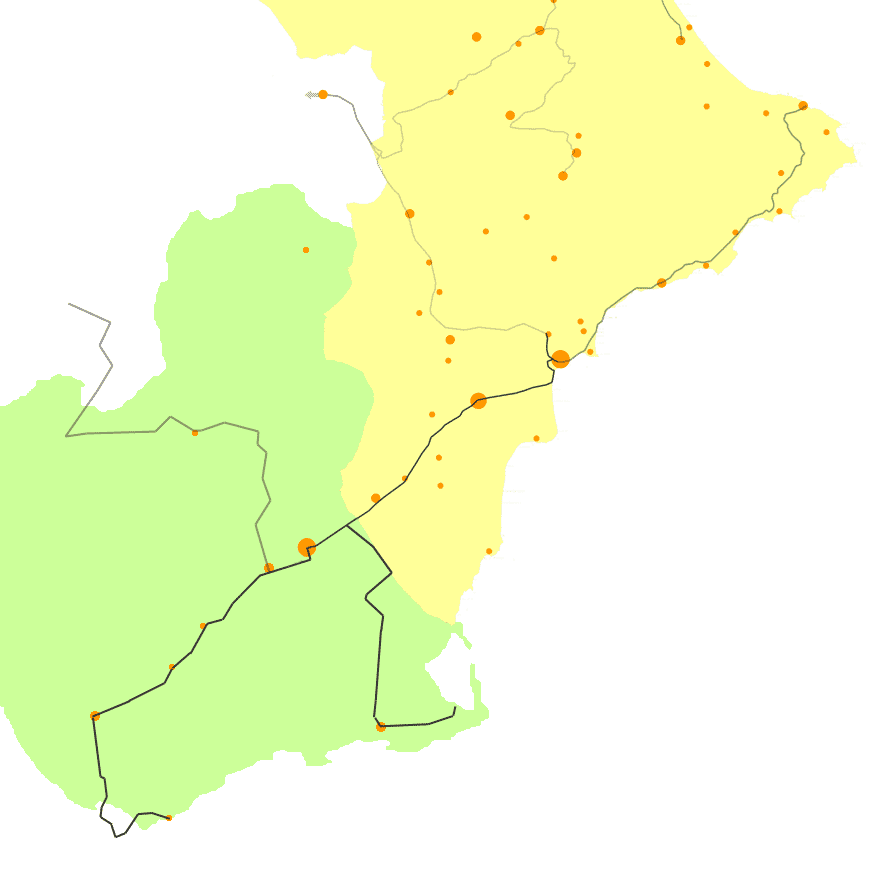
Mapa de Cercanías Murcia/Alicante

No existe por el momento ningún tipo de integración tarifaria con los sistemas de transporte de Alicante o Murcia.
Actualmente la tarificación entre las ciudades de Elche y Alicante es de 4,25€. En este tramo se pasa por 5 estaciones, 3 de ellas en la ciudad de Elche y su pedanía Torrellano (zonas 4-5 y 6). Cuando llega el fin de semana y los festivos esta tarificación asciende a 5,40€.
Es un núcleo de cercanías peculiar, ya que la referencia para la tarificación por zonas es la estación de Murcia del Carmen a pesar de que una de las líneas no salga de ella, de forma que la C-3 solo recorre las zonas 6 y 7. Debido a esto, si pagamos un billete desde una estación de la línea C-1 o C-3 con destino a Murcia del Carmen podremos viajar sin pagar otro billete el mismo número de zonas que hayamos pagado por la C-2 y viceversa.
Además, a nivel tarifario, la C-4f funciona provisionalmente de forma completamente independiente, creando así de facto un segundo núcleo de cercanías en la misma provincia, otro ejemplar único en Renfe.

### CIVIS
Los trenes CIVIS son un servicio especial que opera solo la línea C-1, en el que los trenes solo realizan paradas en algunas estaciones. Suelen operar en hora punta en ambos sentidos parando en las estaciones de Murcia, Orihuela, Callosa de Segura, Elche-Carrús, Elche-Parque, San Gabriel y Alicante.

## Líneas y estaciones
| Línea | Recorrido                              | Km  | Estaciones | Material Rodante |
| ----- | -------------------------------------- | --- | ---------- | ---------------- |
|       | Murcia del Carmen - Alicante Terminal  | 76  | 11         | 592/599          |
|       | Murcia del Carmen - Lorca - Águilas    | 118 | 13         | 592/599          |
|       | Alicante Terminal - San Vicente Centro | 8   | 3          | 447              |
|       | Cartagena - Los Nietos                 | 20  | 15         | 529              |

### Línea C-1 Murcia del Carmen - Alicante
| Murcia del Carmen - Alicante |
| Murcia del Carmen · Beniel · Orihuela - Miguel Hernández · Callosa de Segura · Albatera-Catral · Crevillente · Elche-Carrús · Elche-Parque · Torrellano · San Gabriel · Alicante |

El tiempo medio de viaje entre Alicante y Murcia es de 1 h y 20 min.

### Línea C-2 Murcia del Carmen - Águilas
| Murcia del Carmen - Lorca - Águilas |
| Murcia del Carmen · Alcantarilla-Los Romanos · Librilla · Alhama de Murcia · Totana · La Hoya · Lorca-San Diego · Lorca-Sutullena · Puerto Lumbreras · Almendricos · Pulpí · Jaravía · Águilas-El Labradorcico · Águilas |

El tiempo medio de viaje entre Murcia y Águilas es de 1 h y 50 min y entre Murcia y Lorca de 50 min. Solo tres trenes al día recorren la línea entera, el resto se limitan a recorrer el tramo Murcia-Lorca.
Como curiosidad, esta línea se adentra unos kilómetros en la provincia de Almería, efectuando parada en Pulpí y Jaravía.

### Línea C-3 Alicante - San Vicente Centro
| Alicante - San Vicente Centro                           |
| Alicante · Universidad de Alicante · San Vicente Centro |

El tiempo medio de viaje entre Alicante y San Vicente del Raspeig es de 9 minutos.

### Línea C-4f Cartagena - Los Nietos
| Cartagena - Los Nietos |
| Cartagena AM · Hospital · Media Legua · Vista Alegre · Abrevadero · Alumbres · La Esperanza · La Unión Vieja · La Unión · Sierra Minera · Llano del Beal · El Estrecho · Los Nietos Viejos · Los Nietos-Pescadería · Los Nietos |

El tiempo medio de viaje entre Cartagena y Los Nietos es de 28 minutos.

## Proyectos y reivindicaciones
Este núcleo de Cercanías Renfe está incrementando su importancia debido al aumento de población en las provincias de Alicante y Murcia. Los usuarios piden, debido a este crecimiento, un desdoblamiento de la vía así como la electrificación de la misma y la sustitución de los trenes de la serie 592 por los nuevos trenes Civia. Según datos de Cercanías Renfe en el año 2005 la línea Alicante-Murcia fue usada por 2.9 millones de pasajeros y en el año 2006 se alcanzaron los 3.8 millones con un incremento del 4.5%. Algunos estudios calculan que cuando se desdoble y electrifique las vías de este núcleo, como Adif tiene previsto, el número de usuarios se multiplicará por siete.

### Plan de Infraestructuras Ferroviarias de Cercanías para la Comunidad Valenciana 2010-2020
En abril de 2010 se presentó un ambicioso plan de Cercanías para la Comunidad Valenciana como los ya presentados en Madrid y Barcelona en los que se prevé construir el tren de la costa que unirá Alicante y Valencia en una hora pasando por núcleos de población tan importantes como Benidorm o Denia. Además de confirmarse el desdoblamiento de la línea C1 hasta Crevillente, eliminarse la estación de San Gabriel y hacerse definitivo el que la línea C3 llegue a la estación de Villena.

### Intermodalidad con el tranvía
Está previsto que la red de Cercanías conecte con TRAM Metropolitano de Alicante en la estación Terminal de Alicante y con el tranvía de Murcia en la estación de Murcia del Carmen. [cita requerida]

### Integración tarifaria
La línea C-4f, aun estando numerada con el núcleo, no es técnicamente parte del núcleo, manteniendo zonas y tarifas separadas, y no valiendo los bonons multiuso de la red de ancho ibérico en ella ni viceversa. Esto se solucionó en los núcleos del norte de la península en 2023, pero no fue así en el núcleo de Murcia/Alicante. Renfe aduce que está trabajando para implementar la integración.

### Línea de cercanías entre Murcia y Cartagena
Muchos ciudadanos de la Región de Murcia piden también la creación de una nueva línea de cercanías C-5 que una la ciudad de Murcia con Cartagena para mejorar así el transporte entre ellas usado a diario por estudiantes y trabajadores, cubierto hoy día por el tren regional de la línea 44 y la de proximidad.

### Línea de cercanías entre Murcia y el Noroeste
En 2011 el delegado del gobierno murciano, anunció un convenio para que se creara una línea de cercanías con Murcia y la comarca Noroeste, beneficiando además a las comarcas murcianas de la Vega Media, Valle de Ricote y Vega Alta.

### Línea de cercanías entre Alicante y Alcoy
Los ayuntamientos de Alcoy, Cocentaina y Muro de Alcoy, con el apoyo de los ayuntamientos de la comarca de la Hoya de Castalla reivindican que se construya la línea Alicante-Alcoy aprovechando el actual trazado de la autovía A-7. Este proyecto, sin embargo está estancado por falta de interés por parte de la Generalidad Valenciana y el Ministerio de Fomento.

### Línea de cercanías entre Alicante y Torrevieja
También varias instituciones de la ciudad de Torrevieja demandaban que se reabriera la línea de ferrocarril que llegaba hasta la Ciudad de la Sal para crear así una nueva línea de Cercanías Alicante-Torrevieja

### Línea de cercanías entre Elche y Benidorm
La concejala de infraestructuras del ayuntamiento de San Vicente del Raspeig solicitó al Ministerio de Fomento una nueva línea de cercanías que conecte San Vicente con el Aeropuerto de Alicante-Elche y otros municipios alicantinos como Muchamiel, El Campello, Villajoyosa, Elche y Benidorm. Una opción que es «más rentable desde el punto de vista socioeconómico».

### Nuevas estaciones o apeaderos
Otras redinvicaciones que la ciudad de Elche tenga dentro de su núcleo urbano dos nuevas estaciones exclusivamente de cercanías debido al crecimiento urbanístico que están desarrollando los barrios de Altabix y sector 5.º (donde se ubicarían) y otra más en el polígono industrial de Torrellano. Otras poblaciones que reclaman estación son: Redován, Crevillente (más cerca del casco urbano que la actual) y Alicante que reclama una estación de Cercanías y Media Distancia en la zona de Ciudad de Asís/San Blas.
Se han realizado varias propuestas para la prolongación de la línea C-4f desde Los Nietos hasta La Manga y San Javier.
También se reivindica un apeadero en la línea Murcia-Alicante, enfrente del Aeropuerto de Alicante-Elche en El Altet / Torrellano.